# FaSinPat
FaSinPat, sigla di Fábrica Sin Patrones (Fabbrica senza padroni) è una fabbrica di ceramica ubicata nella città di Neuquén, in Argentina. La sua notorietà deriva dal fatto che fin dal 2002 gli operai hanno acquisito il controllo legale dell'azienda. È forse la più famosa impresa recuperata in Argentina.

## Storia
L'opificio, precedentemente conosciuto come Zanon, venne aperto all'inizio degli anni ottanta da Luigi Zanon, mentre la dittatura governava il Paese. Nel corso degli anni novanta la Zanon crebbe grazie ai buoni rapporti della proprietà con il governo nazionale, guidato da Carlos Menem, e con quello locale.
Nel 2000 gli operai della Zanon cominciarono a chiedere con forza un miglioramento delle condizioni lavorative e a incrementare l'attività sindacale, iniziando un aspro conflitto con la proprietà che rispose prima con la politica dei licenziamenti e infine, nel 2001, decidendo la chiusura dell'impianto, nella speranza di poterlo riaprire in seguito con una forza lavoro più docile.

### L'autogestione
Dopo la chiusura gli operai presero il controllo della fabbrica nel disperato tentativo di mantenere i propri posti di lavoro, giustificando il loro atto col fatto che un gran numero di salari non erano ancora stati pagati e che la fabbrica era stata costruita con fondi pubblici.
Questi eventi, avvenuti nel contesto generale della grave crisi economica che sconvolse l'Argentina nel 2001, in un primo momento non hanno ricevuto l'opposizione di Zanon. Quando il Governo decise di abbandonare la dollarizzazione e l'attività tornò ad essere proficua, però, Zanon intentò un'azione legale contro i nuovi proprietari e cominciò ad esercitare pressioni per rientrare in possesso della fabbrica. In seguito la FaSinPat è stata anche bersaglio di violenze e minacce ma il nuovo corso economico e la nuova gestione le hanno consentito di espandersi e di assumere molti nuovi dipendenti. Si è inoltre accreditata presso la comunità cittadina grazie all'organizzazione di molte iniziative benefiche tra cui la costruzione di una clinica pubblica nella periferia della regione.